# Serra de Oural
A Serra de Oural é uma elevação de Portugal Continental, com 722 metros de altitude no seu topo. Situa-se no Minho, nos concelhos de Vila Verde, Ponte de Lima e Ponte da Barca. O local onde atinge maior elevação encontra-se no concelho de Vila Verde, a 722 metros de altitude, entre a freguesia de Godinhaços e a freguesia de Codeceda. No topo a serra tem 412 metros de proeminência topográfica e 7.067 metros de isolamento topográfico.    

Próximo do topo da serra, junto ao Marco Geodésico do Oural, existe uma mamoa, monumento megalítico do VI milénio A. C. e um menir.  Também bem perto, encontra-se o primeiro sítio com arte rupestre atlântica descoberto no concelho de Vila Verde.

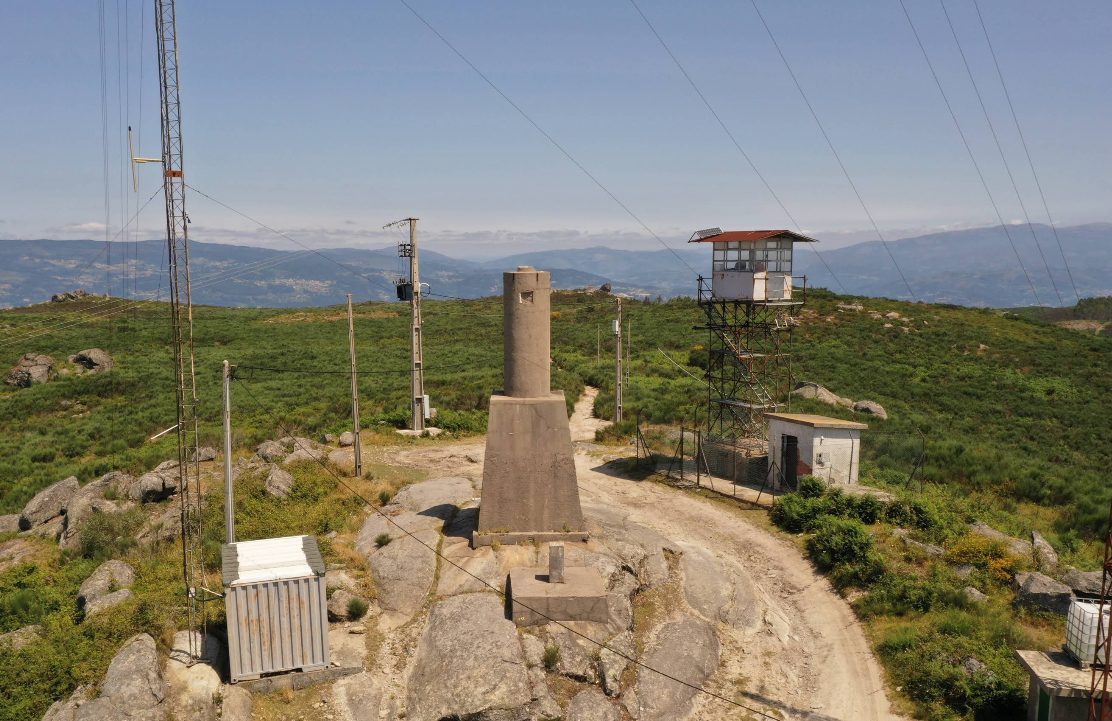
Topo da Serra de Oural, a 722 metros de altitude

## Rios
Na Serra de Oural nascem os seguintes rios:
- Rio Neiva
- Rio Covo
- Rio Trovela